# Szachan-Girej Chakurate
Szachan-Girej Umarowicz Chakurate (ros. Шахан-Гирей Умарович Хакурате, ur. 10 maja 1883 w aule Chasztuk w obwodzie kubańskim, zm. 5 października 1935 w Moskwie) – rewolucjonista Kubania, radziecki polityk i wojskowy.

## Życiorys
W latach 1901–1905 uczył się w szkole wojskowo-felczerskiej w Jekaterynosławiu, w 1906 został aresztowany i zesłany, od 1908 był felczerem szkoły wojskowo-felczerskiej w Jekaterynosławiu. Od 1920 w RKP(b), w latach 1920-1921 w Armii Czerwonej, 1921 sekretarz komórki RKP(b) sowchozu w Obwodzie Kubańsko-Czarnomorskim i zastępca przewodniczącego Górskiego Komitetu Wykonawczego. Od 20 lipca 1921 do 10 sierpnia 1922 przewodniczący Górskiego Komitetu Wykonawczego, od 10 sierpnia do 7 grudnia 1922 przewodniczący Czerkieskiego/Adygejskiego Obwodowego Komitetu Rewolucyjnego, od grudnia 1922 do 20 czerwca 1932 przewodniczący Komitetu Wykonawczego Obwodowej Rady Adygejskiego (Czerkieskiego) Obwodu Autonomicznego, od 17 czerwca 1932 do końca życia I sekretarz Komitetu Obwodowego WKP(b) Adygejskiego Obwodu Autonomicznego. Odznaczony Orderem Czerwonego Sztandaru (1924).